# نیمه‌یدک‌کش
نیمه‌یدک‌کش (انگلیسی: Semi-trailer) یک وسیله نقلیه باری است که بدون محور جلو طراحی شده و برای حمل بارهای سنگین و حجیم استفاده می‌شود. این نوع یدک‌کش تنها از طریق یک اتصال در قسمت جلویی به یک کشنده متصل می‌شود و وزن آن توسط کشنده و محورهای عقب خود یدک‌کش تحمل می‌شود.

## ویژگی‌های نیمه یدک‌کش
بدون محور جلو: این ویژگی باعث می‌شود که نیمه یدک‌کش‌ها سبک‌تر و مانورپذیرتر از یدک‌کش‌های کامل باشند.
اتصال به کشنده: نیمه یدک‌کش‌ها از طریق یک اتصال در قسمت جلویی به یک کشنده متصل می‌شوند که این اتصال می‌تواند به صورت یک صفحه گردان یا یک اتصال ثابت باشد.
محورهای عقب: نیمه یدک‌کش‌ها معمولاً دارای دو یا چند محور در قسمت عقب هستند که وزن بار را تحمل می‌کنند.
سیستم ترمز: نیمه یدک‌کش‌ها دارای سیستم ترمز مستقل هستند که توسط کشنده کنترل می‌شود.

## انواع
- یدک‌کش کفی: برای حمل بارهای عمومی و کانتینرها استفاده می‌شود.
- یدک‌کش یخچالی: برای حمل مواد غذایی فاسد شدنی استفاده می‌شود.
- یدک‌کش تانکر: برای حمل مایعات و گازها استفاده می‌شود.
- یدک‌کش کمپرسی: برای حمل مواد ساختمانی و معدنی استفاده می‌شود.
- یدک‌کش بغل بازشو: برای حمل بارهای حجیم و سنگین استفاده می‌شود.

## مزایای استفاده از نیمه یدک‌کش
ظرفیت باربری بالا: نیمه یدک‌کش‌ها می‌توانند بارهای سنگین‌تری را نسبت به یدک‌کش‌های کامل حمل کنند.
مانورپذیری بهتر: به دلیل نداشتن محور جلو، نیمه یدک‌کش‌ها در فضاهای تنگ و پیچ‌ها راحت‌تر حرکت می‌کنند.
انعطاف‌پذیری بیشتر: نیمه یدک‌کش‌ها می‌توانند به راحتی از کشنده جدا شوند و به کشنده‌های دیگر متصل شوند، که این امر باعث افزایش انعطاف‌پذیری در حمل و نقل می‌شود.

## معایب استفاده از نیمه یدک‌کش
نیاز به کشنده: برای جابجایی نیمه یدک‌کش‌ها نیاز به یک کشنده مخصوص است.
پایداری کمتر: به دلیل نداشتن محور جلو، نیمه یدک‌کش‌ها در سرعت‌های بالا و در شرایط جاده‌ای نامساعد ممکن است پایداری کمتری داشته باشند.
به‌طور کلی، نیمه یدک‌کش‌ها به دلیل ظرفیت باربری بالا، مانورپذیری بهتر و انعطاف‌پذیری بیشتر، در صنعت حمل و نقل بسیار پرکاربرد هستند. با این حال، برای استفاده از آنها نیاز به کشنده مخصوص و رعایت نکات ایمنی در رانندگی است.